# 阿佩

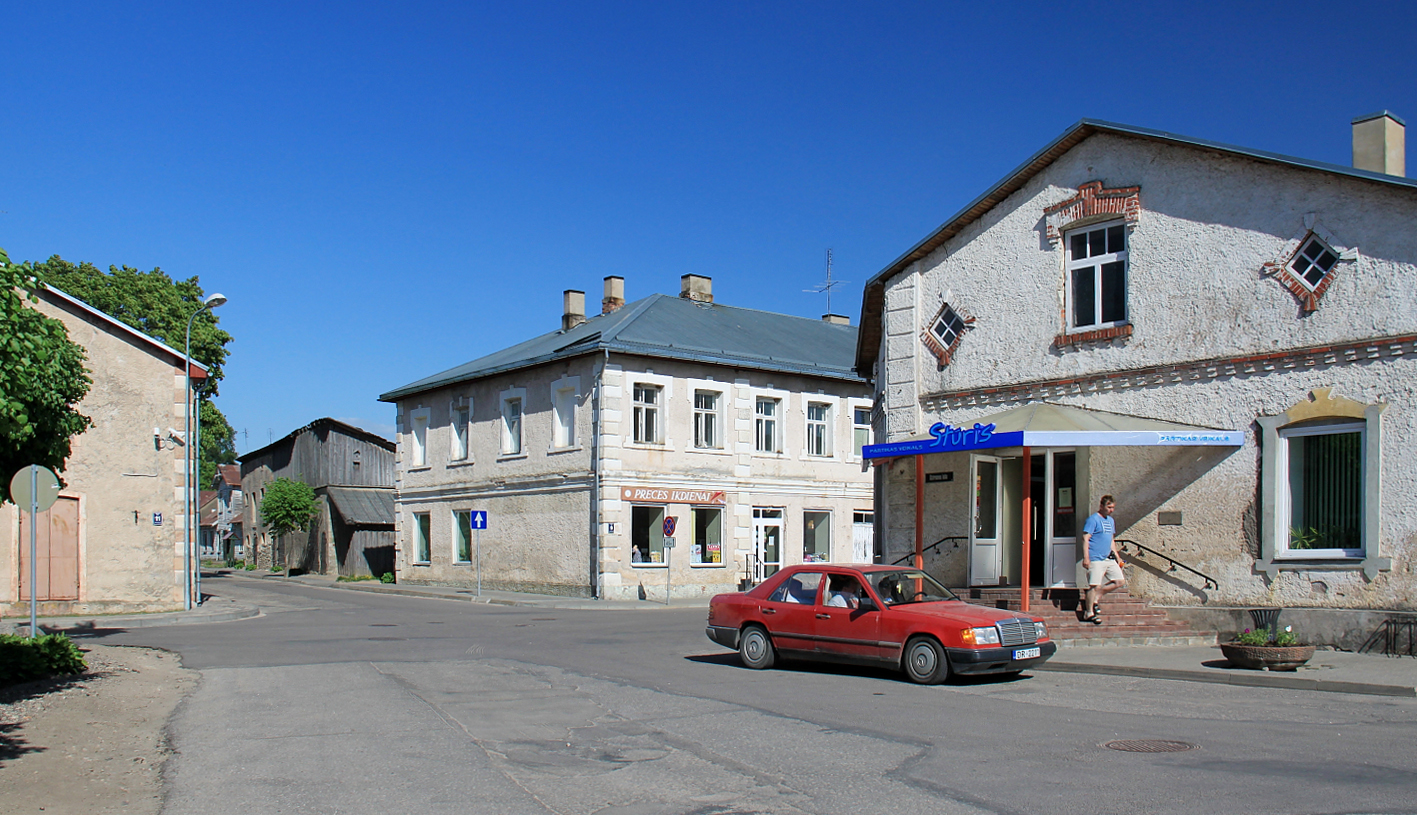

阿佩是拉脫維亞的城鎮，距離首都里加176公里，毗鄰與愛沙尼亞接壤的邊境，由阿盧克斯內縣負責管轄，面積1.7平方公里，2011年人口1,067。